# Artur Lemba
Artur Lemba   (Tallinn, 24 de setembre de 1885 - Tallinn, 21 de novembre de 1963) fou un compositor i pianista estonià i una de les figures més importants de la música clàssica estoniana. Amb el seu germà Theodor (1876-1962), va ser el primer pianista professional d'Estònia a actuar a l'estranger. Amb Sabrina el 1905, va ser el primer estonià a compondre una òpera i després el primer a compondre una simfonia amb la seva Primera simfonia el 1908.
Lemba va ser finalista al prestigiós Concurs Anton Rubinstein i després professor al Conservatori de Sant Petersburg.
La seva germana, Ludmilla Hellat-Lemba (1879-1945) fou una reconeguda cantant i professora de cant.

## Primers anys i educació
Va rebre la seva educació musical inicial del seu germà gran Theodore. Aquest va ingressar al Conservatori de Sant Petersburg el 1894 Un any després, la mare va venir a Sant Petersburg amb els seus fills petits. El 1899, Artur, seguint l'exemple del seu germà gran, va entrar al Conservatori de Sant Petersburg i hi va estudiar amb el professor Karel van Ark (piano), V.P. Tolstov i altres professors famosos d'aquella època. Entre els professors que feren classes al jove en diverses àrees de la teoria musical hi havia Nikolai Soloviev, Anatoli Liàdov, Aleksandr Glazunov (per a contrapunt) i Nikolai Rimski-Kórsakov (en instrumentació).
El 1908, es va graduar, i va rebre una medalla d'or en piano, una medalla de plata en composició i el premi Anton Rubinstein (un piano de Schröder). En la seva cerimònia de graduació, Lemba va interpretar el seu Concert per a piano núm. 1. El mateix any, Artur Lemba va compondre la seva primera simfonia dedicada a Aleksandr Glazunov, que es va convertir en la primera simfonia escrita per un compositor estonià.

## Carrera
Des del 1908, Lemba va treballar com a professor de piano al Conservatori de Sant Petersburg. El 1910, participà al Concurs Rubinstein, i va quedar a la llista de vuit finalistes, juntament amb pianistes tan coneguts com Arthur Rubinstein i Edwin Fischer. La seva carrera com a professor de música es va desenvolupar força ràpidament i el 1915 Lemba ja era professor al Conservatori de Sant Petersburg, i el 1918 es va convertir en el cap del departament de música del Comissariat d'Educació de Petrograd.
El 1920 A. Lemba va tornar a la seva terra natal a Tallinn, on va començar a treballar com a professor de piano a l'Escola Superior de Música local. Des del 1921, va dedicar-se a la docència a Finlàndia a l'Escola de Música de Hèlsinki, però un any després va acceptar l'oferta del Conservatori de Tallinn, on va treballar fins a la seva mort, dirigint la classe de piano (1934-1935 i 1941-1944). Entre els seus estudiants més destacats hi havia Elsa Avesson, Olav Roots, Villem Reimann, Veera Lensin, Kirill Raudsepp i altres.
A Estònia, Arthur Lemba també va continuar la seva carrera com a pianista, especialment ràpida durant els anys vint. A més de concerts locals, va participar en actuacions a Sant Petersburg, Riga, Moscou, Odessa, Budapest, Hèlsinki i Estocolm. A més, va fer concerts com a membre de diversos conjunts, cors nacionals i orquestres i des del 1903 treballa com a crític musical al diari Vaba Maa.

## Música
El seu Concert per a piano núm. 1 en sol major (1905) és sovint considerat com la seva obra més coneguda, descrita com una melodia memorable. El Poéme d'amour (1916) de Lemba per a violí i piano també és popular en el repertori de violí.
Lemba va compondre en gairebé tots els gèneres, amb dues simfonies (la primera de les quals és el primer exemple d'un compositor estonià), tres obertures, quatre òperes, tres cantates, música de cambra per a diferents conjunts i 30 obres corals. Per al piano, Lemba va escriure cinc concerts per a piano, dues sonates, dues sonatines, dos preludis i més de 20 estudis.